# Намисто (комбінаторика)

Можливі варіанти браслетів довжини n, відповідні k-им розбиттям цілого числа (розбиття множини з точністю до поворотів і відбиттів)

3 браслети з 3 червоними і 3 зеленими нами́стинами. Розбиття в середині хіральне, отже є 4 намиста

11 браслетів з 2 червоними, 2 жовтими і 2 зеленими намистинами. Крайнє ліворуч намисто і чотири крайніх праворуч хіральні, отже є 16 намист

16 плиток тантрикс, відповідних 16 намистам з 2 червоними, 2 жовтими і 2 зеленими нами́стинами.

У комбінаториці k-колірне намисто довжини n — це клас еквівалентності (групування, для якого існує відношення еквівалентності) n-символьних рядків над алфавітом розміру k, вважаючи всі повороти еквівалентними. Намисто представляє структуру з n зв'язаних у кільце нами́стин, що мають k можливих кольорів.
k-колірний браслет, про який кажуть як про оборотне (або вільне) намисто, це намисто, яке збігається з собою при дзеркальній симетрії. Тобто, якщо дано два варіанти намиста, симетричні один одному, вони належать до деякого класу еквівалентності. З цієї причини намисто може називатися також фіксованим намистом, щоб відрізняти його від оборотного намиста.
Формально можна представити як намисто орбіту циклічної групи дії над n-символьними рядками, а браслет як орбіту діедральної групи. Підрахувати ці орбіти, а отже, число таких намист і браслетів, можна за допомогою теореми перерахування Поя.

## Класи еквівалентності

### Кількість намист
Є
{\displaystyle N_{k}(n)={\frac {1}{n}}\sum _{d\mid n}\varphi (d)k^{\frac {n}{d}}}
різних k-колірних намист довжини n, де {\displaystyle \varphi } — функція Ейлера. Це випливає безпосередньо з теореми перерахування Поя, застосованої до дії циклічної групи {\displaystyle C_{n}}, що діє на множині всіх функцій {\displaystyle f:\{1,\ldots ,n\}\to \{1,\ldots ,k\}}.

### Кількість браслетів
Є
{\displaystyle B_{k}(n)={\begin{cases}{\tfrac {1}{2}}N_{k}(n)+{\tfrac {1}{4}}(k+1)k^{\frac {n}{2}}&n\equiv 0{\pmod {2}},\\[10px]{\tfrac {1}{2}}N_{k}(n)+{\tfrac {1}{2}}k^{\frac {n+1}{2}}&n\equiv 1{\pmod {2}}\end{cases}}}
різних k-колірних браслетів довжини n, де {\displaystyle N_{k}(n)} дорівнює числу k-колірних намист довжини n. Це випливає з методу Пої, застосованого до дії діедральної групи {\displaystyle D_{n}}.

## Випадок різних намистин
Для даного набору з n (різних) нами́стин число різних намист, зроблених з цих намистин, якщо вважати повернені намиста тими ж самими, дорівнює n!/n = (n − 1)!. Це випливає з того, що намистини можна розташувати лінійно n! способами і n циклічних зсувів кожного такого лінійного порядку дає те саме намисто. Аналогічно, число різних браслетів, якщо вважати повороти і відображення тими самими, дорівнює n!/2n для {\displaystyle n\geqslant 3}.
Якщо намистини не різні, тобто є повторення кольорів, то кількість намист (і браслетів) буде меншою. Наведені вище многочлени підрахунку намист дають число намист, зроблених з усіх можливих мультимножин намистин. Многочлен перерахування конфігурацій Поя покращує многочлен підрахунку за допомогою змінної для кожного кольору намистин, так що коефіцієнт кожного одночлена підрахує кількість намист на даній мультимножині намистин.

## Аперіодичні намиста
Аперіодичне намисто довжини n є класом еквівалентності поворотів, що мають розмір n, тобто ніякі два різних повороти намиста з цього класу не еквівалентні.
Згідно з функція підрахунку намист Моро, існує
{\displaystyle M_{k}(n)={\frac {1}{n}}\sum _{d\mid n}\mu (d)k^{\frac {n}{d}}}
різних k-колірних аперіодичних намист довжини n, де {\displaystyle \mu } є функцією Мебіуса. Дві функції, що підраховують намиста, пов'язані відношенням {\displaystyle N_{k}(n)\ =\ \sum \nolimits _{d|n}M_{k}(d),} де підсумовування проводиться за всіма дільниками числа n, що еквівалентно оберненню Мебіуса для {\displaystyle M_{k}(n)\ =\ \sum \nolimits _{d|n}N_{k}(d)\,\mu ({\tfrac {n}{d}}).}
Будь-яке аперіодичне намисто містить одне слово Ліндона, так що слова Ліндона утворюють представників аперіодичних намист.